# 2PM of 2PM
2PM of 2PM è un album in studio della boy band sudcoreana 2PM, pubblicato nel 2015. Il disco fa parte della discografia giapponese del gruppo.

## Tracce
1. Intro – 0:40
2. ミダレテミナ (Midaretemina / GO CRAZY) – 3:57
3. Guilty Love – 3:06
4. Sexy Ladies – 3:42
5. Everybody – 4:06
6. Fight – 3:07
7. THROUGH THE FIRE – 3:53
8. Jam Session – 3:54
9. Slender Man – 3:20
10. Shiny Girl – 3:47
11. 365 – 3:44
12. Burning Love – 4:11
13. 春風 ～Good-bye Again～ (Harukaze / Spring Breeze) – 4:16